# Rose Mary Almanza
Rose Mary Almanza Blanco (* 13. Juli 1992 in Camagüey) ist eine kubanische Leichtathletin, die im Mittelstreckenlauf antritt und sich auf die 800-Meter-Distanz spezialisiert hat.

## Sportliche Laufbahn
Erste internationale Erfahrungen sammelte Rose Mary Almanza bei den ALBA-Games in Havanna 2009, bei denen sie über 1500 Meter den vierten Platz belegte. Bei den Jugendweltmeisterschaften in Brixen verpasste sie als Vierte über 800 Meter nur knapp eine Medaille. Bei den Panamerikanische Juniorenspielen in Port of Spain siegte sie über 800 Meter vor der US-Amerikanerin Chanelle Price. 2010 gewann sie bei den Ibero-amerikanischen Meisterschaften in San Fernando die Silbermedaille über 800 Meter hinter der Panamaerin Andrea Ferris. Bei den Juniorenweltmeisterschaften in Moncton belegte sie ebenfalls den vierten Platz und bei den Zentralamerika- und Karibikspielen (CAC) in Mayagüez auf Puerto Rico gewann sie Silber über 800 Meter hinter der Mexikanerin Gabriela Medina und qualifizierte sich zudem für die Panamerikanischen Spiele in Guadalajara. Dort verpasste sie als Vierte erneut knapp eine Medaille. 2012 gewann sie bei den Ibero-amerikanischen Meisterschaften in Barquisimeto Silber über 800 Meter hinter der Kolumbianerin Rosibel García und auch mit der kubanischen 4-mal-400-Meter-Staffel gewann sie in 3:29,13 min die Silbermedaille hinter dem brasilianischen Team. Sie qualifizierte sich zudem erstmals für die Olympischen Spiele in London, bei denen bis in das Halbfinale gelangte. 2013 gewann sie Bronze bei den Ibero-amerikanischen Meisterschaften in Morelia und erreichte bei den Weltmeisterschaften in Moskau das Halbfinale. 2014 gewann sie die Goldmedaille beim Panamerikanischen Sportfestival in Mexiko-Stadt und bei den Zentralamerika- und Karibikspielen in Xalapa.
2015 erfolgte die Teilnahme an den Weltmeisterschaften in Peking, bei denen sie erneut das Halbfinale erreichte. 2016 nahm sie in Portland erstmals an den Hallenweltmeisterschaften teil, schied aber bereits in der ersten Runde aus, wie auch bei den Olympischen Spielen in Rio de Janeiro. 2017 qualifizierte sie sich für die Weltmeisterschaften in London, bei denen sie in das Halbfinale gelangte. Wenige Wochen später nahm sie an den Studentenweltspielen in Taipeh teil und gewann dort die Goldmedaille über 800 Meter. Bei den Panamerikanischen Spielen 2019 in Lima trat sie in drei Disziplinen an. Über 800 Meter gewann sie nach zwei vierten Plätzen bei den vorherigen Ausgaben in 2:01,64 min die Silbermedaille hinter der Jamaikanerin Natoya Goule, über 1500 Meter wurde sie mit 4:14,81 min im Finale Siebte und mit der 4-mal-400-Meter-Staffel Kubas in 3:30,89 min Vierte. Anschließend schied sie bei den Weltmeisterschaften in Doha mit 2:01,18 min im Halbfinale aus und verpasste mit der Staffel mit 3:29,84 min den Finaleinzug. Bei den World Athletics Relays 2021 im polnischen Chorzów siegte sie mit der 4-mal-400-Meter-Staffel überraschend in 3:28,41 min. Mitte Juni steigerte sie sich in Spanien auf 1:56,42 min und siegte dann mit 1:56,28 min beim Bauhaus-Galan in Stockholm. Anschließend erreichte sie bei den Olympischen Spielen in Tokio das Halbfinale und schied dort mit 1:59,65 min aus. Zudem belegte sie mit der 4-mal-400-Meter-Staffel in 3:26,92 min den achten Platz.
2022 startete sie ein weiteres Mal bei den Weltmeisterschaften in Eugene und schied dort mit 2:01,96 min in der ersten Runde aus. Im Jahr darauf siegte sie in 2:01,75 min bei den Zentralamerika- und Karibikspielen in San Salvador über 800 Meter sowie in 3:26,08 min auch im Staffelbewerb. Anschließend schied sie bei den Weltmeisterschaften in Budapest mit 2:01,33 min im Vorlauf über 800 Meter aus und verpasste mit der Staffel mit 3:29,70 min den Finaleinzug. Im November gewann sie bei den Panamerikanischen Spielen in Santiago de Chile in 2:03,68 min die Bronzemedaille über 800 Meter hinter ihrer Landsfrau Sahily Diago und Déborah Rodríguez aus Uruguay und siegte mit der Staffel in 3:33,15 min. Bei den World Athletics Relays 2024 auf den Bahamas verpasste sie mit der 4-mal-400-Meter-Staffel eine Direktqualifikatio für die Olympischen Sommerspiele in Paris. Dort schied sie über 800 Meter mit 1:58,73 min im Halbfinale aus.
In den Jahren 2013 und 2015 sowie 2017 und 2019 wurde Almanza kubanische Meisterin im 1500-Meter-Lauf und von 2014 bis 2017 sowie 2019 und von 2022 bis 2024 siegte sie über 800 Meter. Zudem siegte sie 2013 und 2024 in der 4-mal-400-Meter-Staffel und 2022 in der Mixed-Staffel.

## Persönliche Bestleistungen
- 400 Meter: 52,15 s, 4. März 2023 in Quito
- 600 Meter: 1:26,62 min, 28. Februar 2021 in Guatemala-Stadt
- 800 Meter: 1:56,28 min, 4. Juli 2021 in Stockholm
  - 800 Meter (Halle): 2:04,18 min, 9. Februar 2016 in Eaubonne (kubanischer Rekord)
- 1500 Meter: 4:14,53 min, 9. Oktober 2014 in Havanna